# Lucio Vitelio (cónsul 48)
Lucio Vitelio  fue un político romano que vivió durante el siglo I y desarrolló su cursus honorum bajo los reinados de Tiberio, Caligula, Claudio y Nerón.

## Familia
Era el segundo hijo del matrimonio entre Lucio Vitelio y Sextilia y hermano menor del emperador Aulo Vitelio. Su primera mujer fue una noble llamada Junia Calvina, descendiente del emperador Augusto; no obstante, se divorció de ella antes del año 49. Contrajo matrimonio en segundas nupcias con una mujer llamada Triaria.

## Carrera política
Sirvió como consul suffectus durante seis meses en el año 48 junto con Mesala Vipstano Galo. Tras ello se convirtió en oficial de su hermano, que por esa época era gobernador de África entre los años 61 y 62. Tras el término del reinado de su hermano, fue asesinado con él y con su sobrino por orden de Vespasiano el 11 de julio del año 69.